# مساعدة غير فعالة من المحامي
في قانون الولايات المتحدة، فإن المساعدة غير الفعالة من المحامي هي مطالبة رفعها مدعى عليه مدان جنائيًا يؤكد فيها أن المستشار القانوني للمدعى عليه قد أدى أداءً غير فعال لدرجة أنه حرم المدعى عليه من الحق الدستوري الذي يكفله بند مساعدة المحامي في التعديل السادس لدستور الولايات المتحدة، فوجود «استشارة محام» أو «مساعدة محام» يعني أن المدعى عليه جنائيًا لديه محام ذو كفاءة يمثله، كما تعرف الكفاءة على أنها مساعدة مهنية معقولة وأيضا تعرف جزئيًا بالمعايير والقواعد المهنية السائدة. ولإثبات أنهم تلقوا مساعدة غير فعالة، يجب على المدعى عليه جنائيًا إظهار أمرين:
1. ضعف أداء المحامي
2. الضرر الناتج عن ذلك ولكن لضعف الأداء قد تختلف نتيجة الإجراء

ورد الاختبار السابق في ستريكلاند ضد واشنطن عام 1984م، التي أكدت فيها المحكمة العليا للولايات المتحدة أيضًا على عدم إبلاغ المدعى عليه بالنتائج المباشرة لمؤهلات الحكم مثل المساعدة غير الفعالة للمحامي، ولكن لم تؤكد على عدم الإبلاغ عن العواقب الجانبية المترتبة على التهم الجنائية. وحددت المحكمة استثناءً فيما يتعلق بعواقب الهجرة بالنسبة لغير المواطنين، بما في ذلك عدم القبول والترحيل الناجم عن إدانة جنائية، في باديلا ضد. كنتاكي عام 2010م، ألغيت الإدانة حيث نصح فيها المحامي بشكل غير صحيح المواطن بأن الاعتراف بالذنب لن تكون له عواقب سلبية على الهجرة.
قد تكون المساعدة غير الفعالة للمحامي أساسًا لترك التنازل عن حق الاستئناف الذي قد يكون المدعى عليه وقع كجزء من اتفاق تخفيف العقوبة مع المدعين العامين.
وفقًا لمعايير ستريكلاند المكونة من شقين، أكدت الإدانات الجنائية في الاستئناف حتى عندما كان محامي الدفاع نائماً أثناء استجواب المدعي العام للمدعى عليه،  وكان في حالة سكر شديدة على الكحول طوال المحاكمة،  وكانت حالته الصحية سيئة ومصاب بالشيخوخة،  كما كان مريضًا عقلياً (وحتى ناقش أوهامه في الحجة الافتتاحية)،  أو كان هو نفسه مجرم مدان، وتضمن الحكم الصادر في حقه خدمة المجتمع في شكل الدفاع عن القتلة المتهمين (على الرغم من افتقاره إلى الخبرة في مثل هذه الحالات).
الهدف من ستريكلاند هو أنه حتى الأداء غير الكفء للغاية للمحامي لا يدعم التوصل إلى مساعدة غير فعالة ، وإذا كان هناك أيضًا دليل مستقل وكبير على ذنب المدعى عليه - أو إذا كانت النتيجة النهائية ستكون على الأرجح في الحالة المحددة، حتى مع محام مختص.

## روابط خارجية
- مساعدة غير فعالة من المستشار على مر السنين
- كيسي سكوت مكاي، القانون الدستوري - عملية المفاوضة - السيد. المحامي، يرجى المساومة بشكل فعال على حقوق التعديل السادس لعميلك، وإلا فسوف تُجبر المحكمة الابتدائية على إعادة تقديم الصفقة، ثم ممارسة التقدير في الاستقالة ، 82 ملكة جمال. LJ 731 (2013).